# Isabel Tocino Biscarolasaga
Isabel Tocino Biscarolasaga (Santander, 9 de març de 1949) és una política i professora universitària espanyola, que fou Ministra de Medi Ambient en el primer govern de José María Aznar.

## Biografia
Va estudiar dret a la Universitat Complutense de Madrid, en la qual va impartir classes de dret civil.
Membre de l'Opus Dei, el 1985 fou elegida presidenta de l'Associació de Dones Conservadores.

## Activitat política
Membre d'Aliança Popular, secretària de l'àrea de condició femenina del partit, arribà a ser vicepresidenta d'aquest partit a mitjans de la dècada del 1980. En les eleccions generals de 1986 fou escollida diputada al Congrés dels Diputats per la circumscripció de Madrid, sent novament escollida diputada en les eleccions de 1989 per la circumscripció de Cantàbria ja pel Partit Popular, i per la circumscripció de Toledo en les eleccions de 1993, 1996 i 2000.
Amb la victòria del Partit Popular en les eleccions generals de 1996 José María Aznar creà el Ministeri de Medi Ambient a partir de competències pròpies de medi ambient que en aquell moment estaven sota la responsabilitat del Ministeri d'Obres Públiques, Transports i Medi Ambient, i sent Isabel Tocino nomenada ministra responsable d'aquesta àrea.
Al juliol de 2002 va renunciar a la seva acta de diputada al Congrés dels Diputats i va anunciar la seva retirada de la vida política.

## Carrera empresarial
Des de la retirada de la vida política s'ha dedicat als negocis privats. El mateix any que va deixar el seu escó va ser nomenada presidenta per a Espanya i Portugal del proveïdor de programari Siebel Systems, on també es va integrar dins del Consell de Direcció Europeu de la companyia nord-americana. La funció d'aquest organisme era assessorar sobre les possibilitats de negoci a Europa, tasca per a la qual van comptar amb influents actors polítics del nivell més alt com Helmut Kohl, John Major o Giuliano Amato.
El 2006, l'exministra conservadora va fer el seu primer pas dins de l'elit empresarial espanyola amb el seu nomenament com a vocal del Consell d'Administració de Banif, entitat de banca privada pertanyent al Santander, al qual també entrarà com a consellera independent el 2007. També va ser nomenada consellera de Telemadrid amb l'aprovació del Ple de l'Assemblea de la Comunitat de Madrid a proposta del Grup Popular. Un any més tard arribaria per a Tocino un altre càrrec consultiu de designació política; en els últims mesos del primer mandat de José Luis Rodríguez Zapatero va ser nomenada Consellera electiva d'Estat, càrrec que manté actualment.
A partir de 2013, es produí l'entrada de Tocino al Consell d'Administració de la paperera Ence, i el 2014, el seu ingrés a Naturhouse i Enagás. Al novembre de 2017 Isabel Tocino va ser nomenada presidenta del Banco Pastor i vicepresidenta del Banco Santander, cessant com a consellera independent.